# Pierre Chazal (écrivain)
Ne doit pas être confondu avec Pierre Emmanuel Félix Chazal.
Pour les articles homonymes, voir Chazal.
Pierre Chazal est un écrivain, compositeur et parolier français né à Paris en 1977. Ses trois premiers romans sont parus chez Alma éditeur. Son premier roman Marcus a reçu le prix René-Fallet en 2013. Son quatrième roman, C'était demain, est paru en octobre 2023 aux éditions Kubik.

## Œuvre
- 2012 : Marcus, roman, Alma éditeur[3],[4],[5]
- 2014 : Les Buveurs de Lune, roman, Alma éditeur[6]
- 2016 : Julie's way, roman, Alma éditeur[7],[8]
- 2023 : C'était demain, roman, Kubik éditions[9],[10]

## Prix littéraires: sélections et récompenses
- 2013 : Marcus reçoit le prix René-Fallet[11]

- 2013 : Marcus est sélectionné pour le Festival du Premier Roman de Chambéry
- 2013 : Marcus est sélectionné pour le Festival du Premier Roman de Laval

## Traductions
- 2014 : Marcus est traduit en italien : Sei grande, Marcus, Einaudi
- 2015 : Marcus est traduit en allemand : So etwas wie Familie, Hanser